# Кремниевые кислоты
Кремниевые кислоты — очень слабые, малорастворимые в воде кислоты общей формулы {\displaystyle n{\textrm {SiO}}_{2}\cdot m{\textrm {H}}_{2}{\textrm {O}}}.

## Номенклатура
Из кремниевых кислот известны:
- метакремниевая H2SiO3,
- ортокремниевая H4SiO4,
- дикремниевые:
  - метадикремниевая[1] H2Si2O5,
  - диметакремниевая[1] H4Si2O6,
  - пирокремниевая (ортодикремниевая[1]) H6Si2O7,
  - пентагидрокремниевая[2] H10Si2O9,
- поликремниевые nSiO2⋅mH2O.

Соответствующие соли называют силикатами (метасиликаты, ортосиликаты и др.).

## Строение
Метакремниевая кислота состоит из структурных звеньев, имеющих тетраэдрическое строение. Звенья соединяются в цепи, образуя поликремниевые кислоты.

## Физические и химические свойства
Все поликремниевые кислоты малорастворимы в воде. В воде образуют коллоидные растворы по общей схеме реакции
{\displaystyle {\ce {(SiO2)_{x}{}+ 2 H2O <=> H4SiO4 + (SiO2)_{x-1}}}}
Образовавшаяся неустойчивая ортокремниевая кислота вступает в реакции поликонденсации:
{\displaystyle {\ce {2 H4SiO4 -> (HO)3SiOSi(OH)3 + H2O}}}
в результате чего образуются сложные линейные, разветвлённые и смешанные структуры.
Изоэлектрическая точка поликремниевых кислот находится в интервале pH 2,0—3,0, в котором поликонденсация идёт с минимальной скоростью.
Кремниевые кислоты являются слабыми. Для метакремниевой кислоты H2SiO3 константы диссоциации K1 = 1,3⋅10−10, K2 = 1,6⋅10−12, для ортокремниевой H4SiO4 K1 = 2⋅10−10, K2 = K3 = K4 = 2⋅10−12.
Кремниевые кислоты растворяются в растворах и расплавах щелочей, образуя силикаты, например:
{\displaystyle {\ce {H2SiO3 + 2 KOH -> K2SiO3 + 2 H2O}}}
Кремниевые кислоты могут взаимодействовать с плавиковой кислотой (HF) с образованием газообразного фторида кремния:
{\displaystyle {\ce {H2SiO3 + 6 HF -> H2SiF6 + 3 H2O -> SiF4 ^ + (2 HF + 3 H2O)}}}
Ортокремниевая кислота в присутствии катализаторов на основе щёлочи (чаще NaOH) способна образовывать ортосиликаты-эфиры в общем случае имеющие вид R1R2R3R4SiO4, где R1—4 — органические радикалы, как правило, являющиеся спиртовыми остатками. Известным массовым продуктом является тетраэтилортосиликат состава Si(C2H5O)4

## Получение
Растворы кремниевых кислот получают:
- действием сильных кислот на растворимые силикаты натрия или калия:
{\displaystyle {\ce {Na2SiO3 + 2 HCl -> H2SiO3 v + 2 NaCl}}}
- гидролизом хлорсиланов:
{\displaystyle {\ce {SiH2Cl2 + 3 H2O -> H2SiO3 + 2 HCl + 2 H2}}}
- гидролизом солей кремниевых кислот. Гидролиз идёт ступенчато:
1-я ступень:
{\displaystyle {\ce {K2SiO3 + HOH -> KHSiO3 + KOH}}}
2-я ступень:
{\displaystyle {\ce {KHSiO3 + HOH -> H2SiO3 + KOH}}}
общее молекулярное уравнение:
{\displaystyle {\ce {K2SiO3 + 2 H2O -> H2SiO3 + 2 KOH}}}
- а также методами электродиализа и ионного обмена.

## Применение
Гидрозоли кремниевых кислот используются как наполнители и связующие материалы в производстве керамических изделий, различных покрытий. Они используются как носители катализаторов и светочувствительных слоёв в фотоматериалах. Они служат сырьём для получения кварцевого стекла, различных адсорбентов, поглотителей паров воды и газов, фильтров очистки воды и масел.